# درخت زندگی (زیست‌شناسی)

درخت زندگی هیلیس، بر پایه ژنوم‌های کامل دنباله‌دار.

درخت زندگی (به انگلیسی: tree of life)، استعاره‌ای است که برای شرح دادن روابط میان ارگانیسم‌های زنده و منقرض‌شده دنیا بکار می‌رود. پیشینه به‌کارگیری آن به اوایل سده ۱۸اُم میلادی بازمی‌گردد. چارلز داروین نیز از آن برای نشان دادن شاخه‌های مختلف گونه‌های جانوری با نسب مشترک استفاده کرده‌است. ارنست هکل واژه تبارزایش (به انگلیسی: phylogeny) را برای روابط تکاملی بین گونه‌های مختلف در طول زمان پدید آورد و در ارائه و تکمیل تاریخ تبارزایشی گونه‌ها از داروین نیز پیشی گرفت. توسعه‌یافته امروزه این ایده را با نام درخت فیلوژنتیک می‌شناسند.

## درخت زندگی هکل
ارنست هکل (۱۸۳۴-۱۹۱۹)، چندین درخت زندگی را در طول پژوهش‌هایش ارائه کرد. در نگاره‌های زیر سه تا از این درخت‌های زندگی مشهور او را می‌بینید.

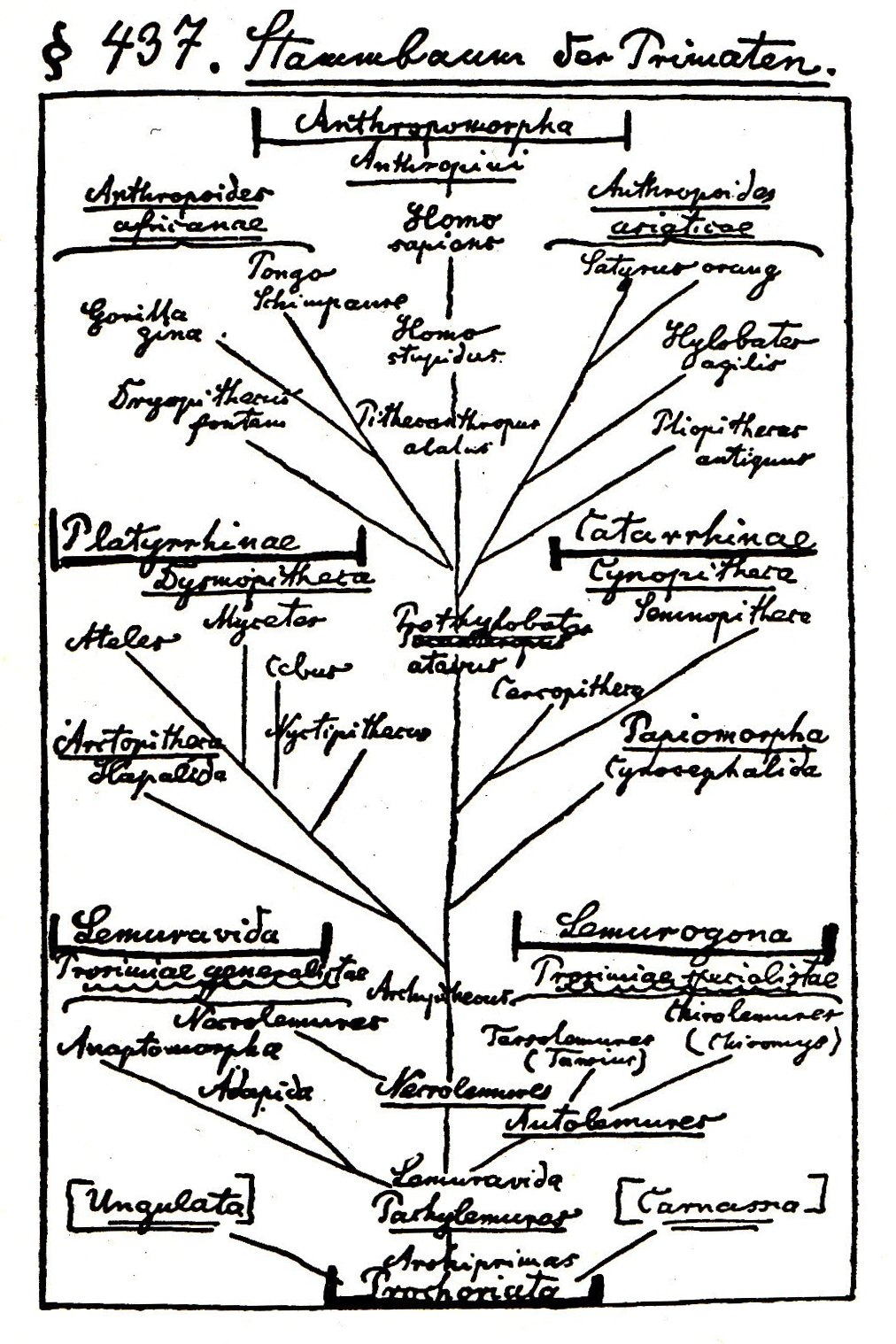
درخت نخستی‌سانان هکل. (دهه ۱۸۶۰)
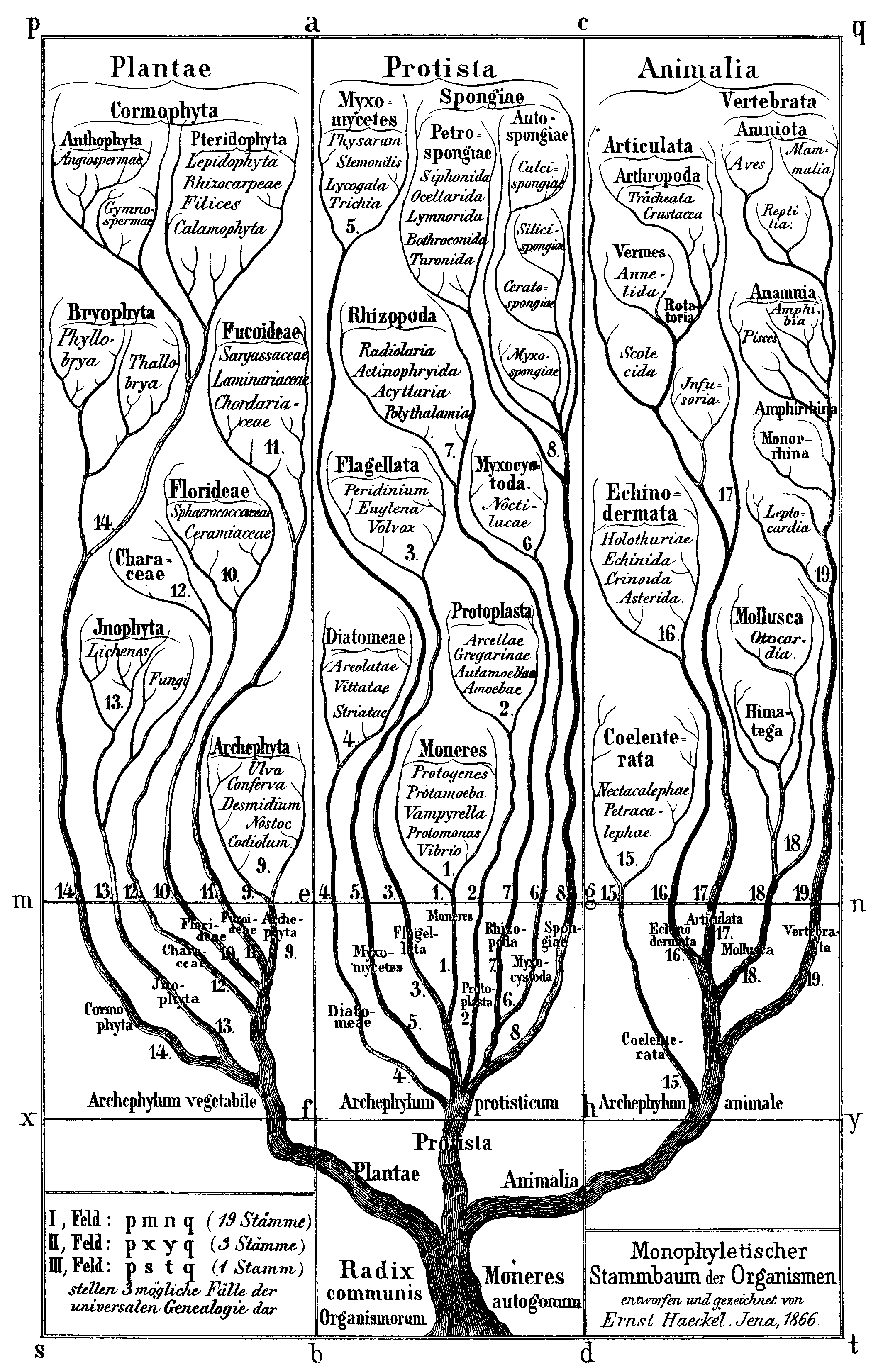
درخت زندگی چاپ شده در «ریخت‌شناسی کلی ارگانیسم‌ها» اثر هکل. (۱۸۶۶)
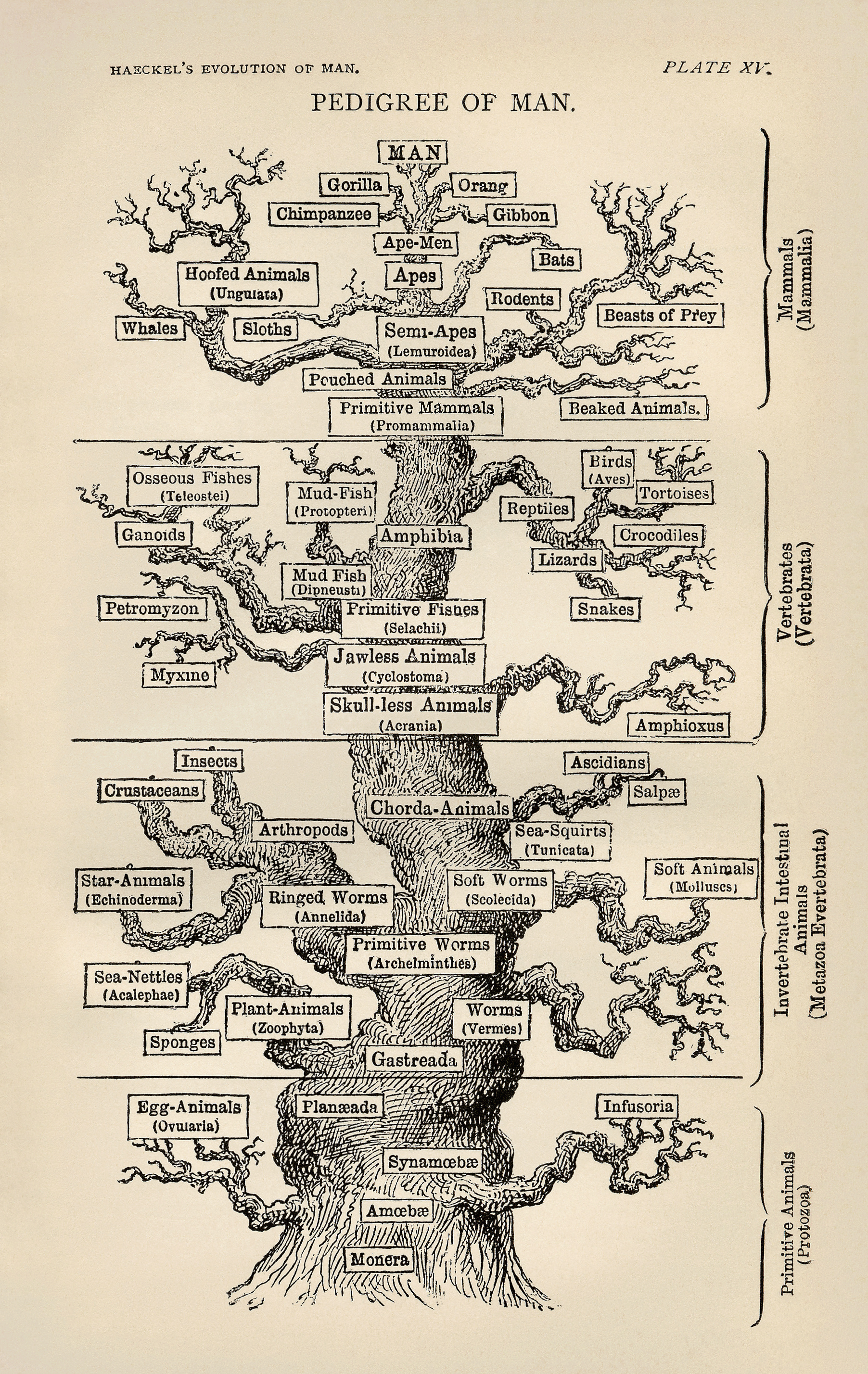
درخت زندگی هکل در «فرگشت انسان» (۱۸۷۹)

## درخت تبارزایی

یک درخت فیلوژنتیک که چگونگی ارتباط Eukaryota (یوکاریوت) و Archaea (باستانیان) را نشان می‌دهد

درخت تبارزایی یا درخت فیلوژنتیک (به انگلیسی:Phylogenetic tree) یک نمودار انشعابی است (که اصطلاحا درخت (گراف) نامیده می‌شود) و روابط تکاملی در میان گونه‌های مختلف زیستی یا حتی اشخاص را بر اساس شباهت‌ها و تفاوت‌های فیزیکی (فیلوژنتیک) یا خصوصیات ژنتیک نشان می‌دهد. واحدهایی که به هم در درخت متصل هستند، از یک جد مشترک جدا شده‌اند. در یک درخت تکامل نژادی ریشه‌دار، هر گره نشان دهنده جد مشترکی برای فرزندان آن گره می‌باشد، و طول یال‌ها در برخی از درختان نشان دهندهٔ تخمین زمان است. هر گره یک واحد طبقه‌بندی (taxonomic) نامیده می‌شود. گره‌های داخلی عموماً واحد طبقه‌بندی فرضی (HTUs) نامیده می‌شوند و نمی‌توان آن‌ها را به‌طور مستقیم مشاهده کرد. این درختان در زمینه‌های زیست شناسی مانند زیست‌شناسی تکاملی، بیوانفورماتیک، سیستماتیک و فیلوژنتیک مقایسه‌ای کاربرد دارند.